# 렌 윈
렌 윈(영어: Len Wein, 1948년 6월 12일 ~ 2017년 9월 10일)은 미국의 만화가이다. 스웜프 싱, 울버린, 스톰, 나이트크롤러 등의 캐릭터를 만들었다.